# Patricia Vinnicombe
Patricia Joan (Pat) Vinnicombe (* 17. März 1932 im Mount Currie Distrikt, Griqualand East, Kapprovinz; † 30. März 2003, Karratha, Western Australia) war eine südafrikanische Archäologin und Kunstsachverständige. Sie galt als Expertin für die Felsmalereien des San-Volkes.

## Leben

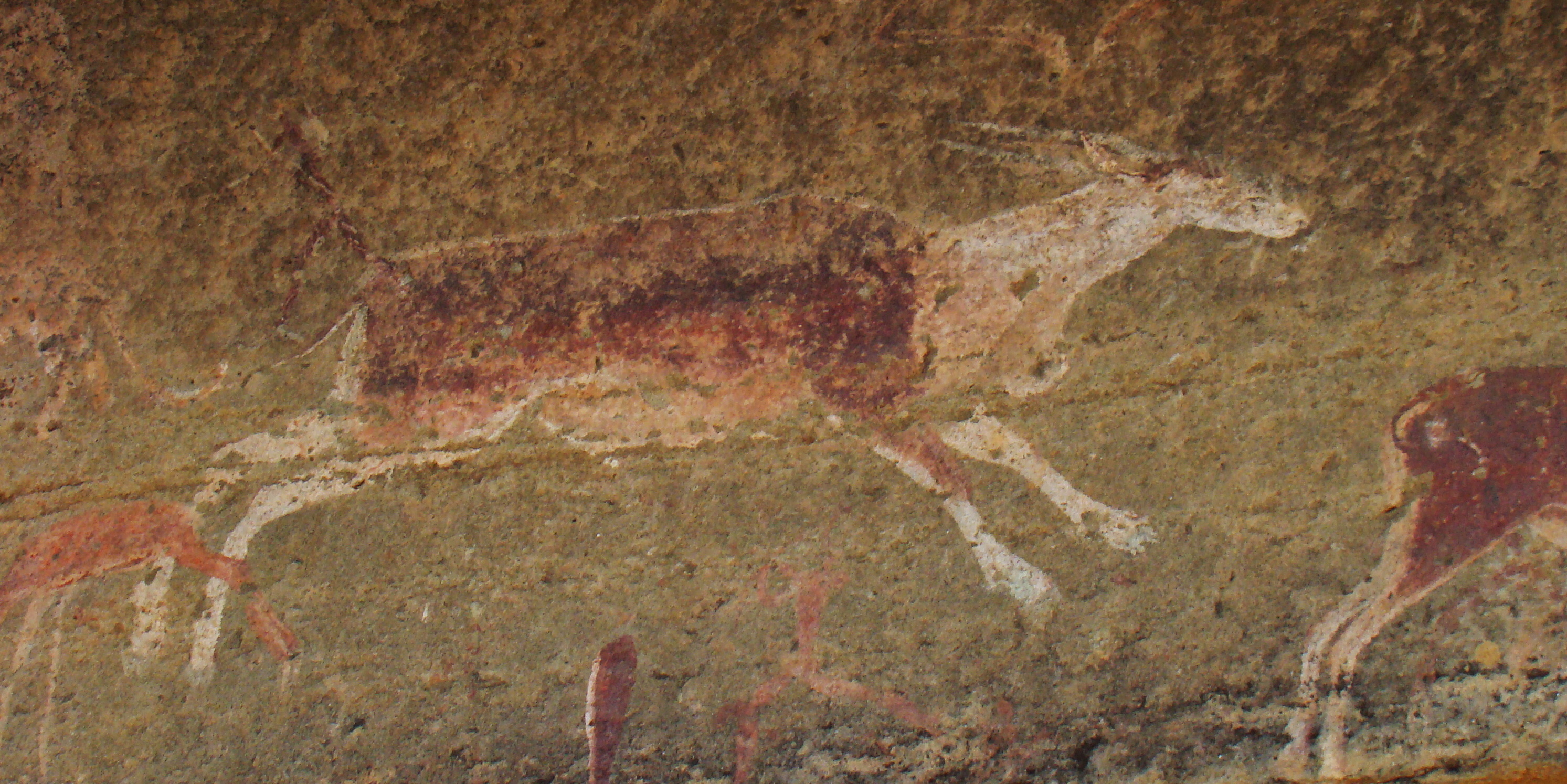
San-Felszeichnung einer Elenantilope

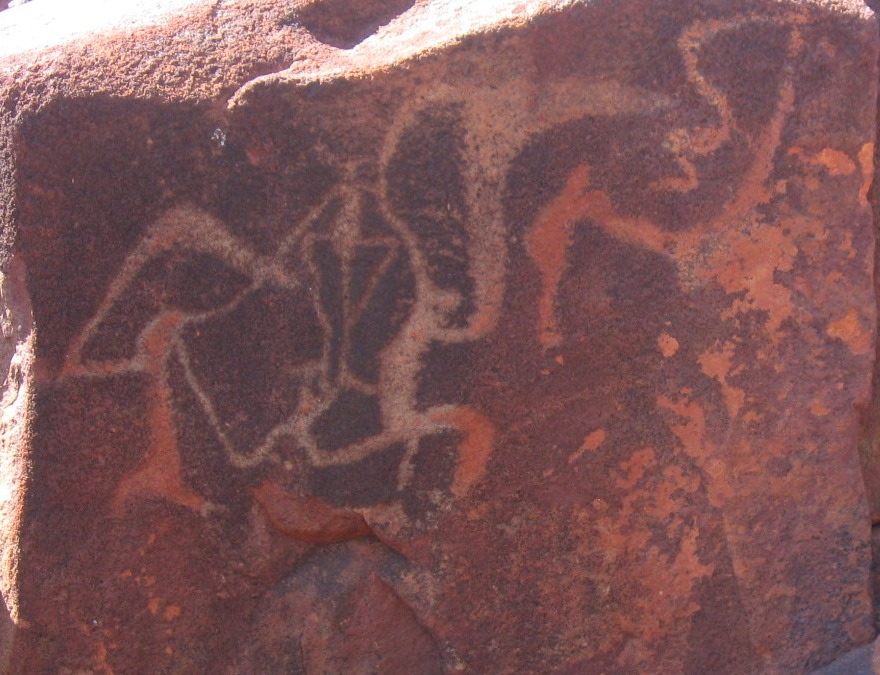
Felszeichnung der Aborigines auf der Burrup-Halbinsel, Western Australia

Vinnicombe wuchs auf der Farm West Ilsey bei Underberg auf, umgeben von Felsmalereien in den Drakensbergen. Ihre ersten Kopien dieser Malereien fertigte sie im Alter von 13 Jahren an. Sie besuchte Schulen in Underberg und Pietermaritzburg, machte 1954 ihren Abschluss als Ergotherapeutin an der Witwatersrand-Universität und arbeitete anschließend als Therapeutin in London. Der Kontakt mit den Paläoanthropologen Raymond Dart und Phillip Tobias führte jedoch dazu, dass sie sich dem Studium der Felsmalereien in der Drakensberg-Region widmete. An der Witwatersrand-Universität erlernte sie die grundlegenden Zeichentechniken und entwickelte ihre eigene Technik zum Abzeichnen von Felsmalereien, bei der sie Polyethylen und Aquarelltempera verwendete, die mit einem Reinigungsmittel als Fixiermittel gemischt wurde.
1958 führte sie mit Hilfe eines Stipendiums des Human Sciences Research Council eine gründliche Erfassung aller Felsmalereien der San in den Drakensbergen durch. Während dieser Untersuchung lernte sie Patrick Carter, einen Archäologen aus Cambridge, der in Lesotho arbeitete, kennen, den sie 1961 heiratete. Sie trennten sich später wieder.
Im Jahr 1967 veröffentlichte Vinnicombe im South African Journal of Science einige vorläufige Ergebnisse ihrer Arbeit und schlug vor, dass numerische Techniken ein Mittel zum Vergleich der Kunst in verschiedenen Regionen darstellen könnten. Insgesamt fertigte sie 8.478 Einzelbilder an. Ihre Methodik deutete darauf hin, dass die Felsmalereien mehr Aufmerksamkeit erforderten. Ihre Ideen und Analysetechniken zahlten sich erstmals im Jahr 1972 aus, als sie eine Rezension von drei neuen Büchern über die Felsbilder der San im Altertum veröffentlichte. Im selben Jahr verfasste sie den Artikel Myth, motive and selection in Southern African Rock Art, in dem sie ein neues Paradigma für das Verständnis der Felsbilder in Südafrika vorstellte, wobei sie die San-Ethnographie und die Felsbilder miteinander verband. Ihr Schwerpunkt lag auf Darstellungen der Elenantilope, die, wie ihre numerischen Analysen bestätigten, das am häufigsten gemalte Motiv war und auf das die Künstler die meiste Sorgfalt verwendeten. Diese Bemühungen und alle ihre quantitativen Arbeiten und Erkenntnisse wurden 1976 in ihrem Buch People of the eland: rock paintings of the Drakensberg Bushmen as a reflection of their life and thought zusammengefasst. Die Originalzeichnungen aus dem Buch werden im Natal Museum in Pietermaritzburg aufbewahrt und stellen einen Teil einer viel größeren Sammlung dar. Von den 300 in dem Buch beschriebenen Stätten befinden sich 70 in Lesotho, in den Distrikten Qacha’s Nek, ThabaTseka und Mokhotlong.
Zusammen mit Patrick Carter legte sie die Sehonghong-Felsenstätte in Lesotho frei; die Ergebnisse wurden unter dem Titel Sehonghong: the Middle and Later Stone Age industrial sequence at a Lesotho rock-shelter veröffentlicht.
1976 wurde sie an der University of Cambridge, Vereinigtes Königreich, zum Ph.D. promoviert. Nach ihrem Aufenthalt in Cambridge erhielt sie ein Forschungsstipendium in Clare Hall, mit dessen Hilfe sie die in den Drakensbergen gesammelten Daten weiter auswertete.
Vinnicombe führte auch Erhebungen in Ghana, Tansania, Ägypten und Äthiopien durch und zog 1978 mit ihrem Sohn nach Australien, wo sie zunächst beim Australian Institute of Aboriginal Studies in Canberra und beim NSW National Parks & Wildlife Service und später beim Western Australian Museum in Perth angestellt war, wo sie sich um das kulturelle Erbe in der Metropolregion kümmerte. 1997 ging sie in den Ruhestand, setzte aber ihre Arbeit mit einem Stipendium des Australian Institute of Aboriginal and Torres Strait Islander Studies fort, um Artefakte von Zeremonialtänzen zu untersuchen. 2001 und 2002 kehrte sie nach Südafrika zurück und verbrachte einige Monate am Rock Art Research Institute (RARI) der Witwatersrand-Universität, um die Arbeit an vielen ihrer in den 1950er und 1960er Jahren angefertigten Feldkopien, die nie neu gezeichnet wurden, abzuschließen.
Vinnicombe plante im Mai 2003, ihre Arbeit in Südafrika fortzusetzen, starb jedoch plötzlich in Karratha, Western Australia, während sie an Verhandlungen über die Verwaltung der Aborigines-Stätten auf der Burrup-Halbinsel teilnahm.